# 东山寺墓塔
东山寺墓塔，是深圳市历史建筑之一，位于中国广东省深圳市大鹏新区大鹏街道鹏城社区东山寺西侧。该建筑物建于清朝，属于古建築，为寺觀塔幢。